# Poiroux
Poiroux település Franciaországban, Vendée megyében. Lakosainak száma 1234 fő (2022. január 1.). Poiroux Avrillé, Grosbreuil, Nieul-le-Dolent, Saint-Avaugourd-des-Landes, Saint-Hilaire-la-Forêt és Talmont-Saint-Hilaire községekkel határos.

## Népesség
A település népességének változása:
| Lakosok száma | 987  | 1069 | 1098 | 1090 | 1124 | 1158 | 1192 | 1214 | 1234 |
|               | 2013 | 2015 | 2016 | 2017 | 2018 | 2019 | 2020 | 2021 | 2022 |